# Saint-Satur
Saint-Satur [sɛ̃ satyʁ] ist eine französische Gemeinde mit 1410 Einwohnern (Stand 1. Januar 2022) im Département Cher in der Region Centre-Val de Loire. Sie gehört zum Arrondissement Bourges und zum Kanton Sancerre.

## Lage
Der Ort Saint-Satur liegt am Canal latéral à la Loire, etwa 50 Kilometer nordöstlich von Bourges unterhalb der Stadt Sancerre. Zur Gemeinde Saint-Satur gehören die Vororte Saint-Thibault-sur-Loire an der Loire und Fontenay.

## Bevölkerungsentwicklung
| Jahr      | 1962 | 1968 | 1975 | 1982 | 1990 | 1999 | 2007 | 2017 |
| Einwohner | 1661 | 1759 | 1774 | 1961 | 1805 | 1731 | 1657 | 1426 |

## Verkehr
Saint-Staur verfügte früher über einen Bahnhof an der Bahnstrecke Saint-Germain-du-Puy–Cosne-Cours-sur-Loire. Der Personenverkehr wurde 1966 eingestellt.

## Sehenswürdigkeiten

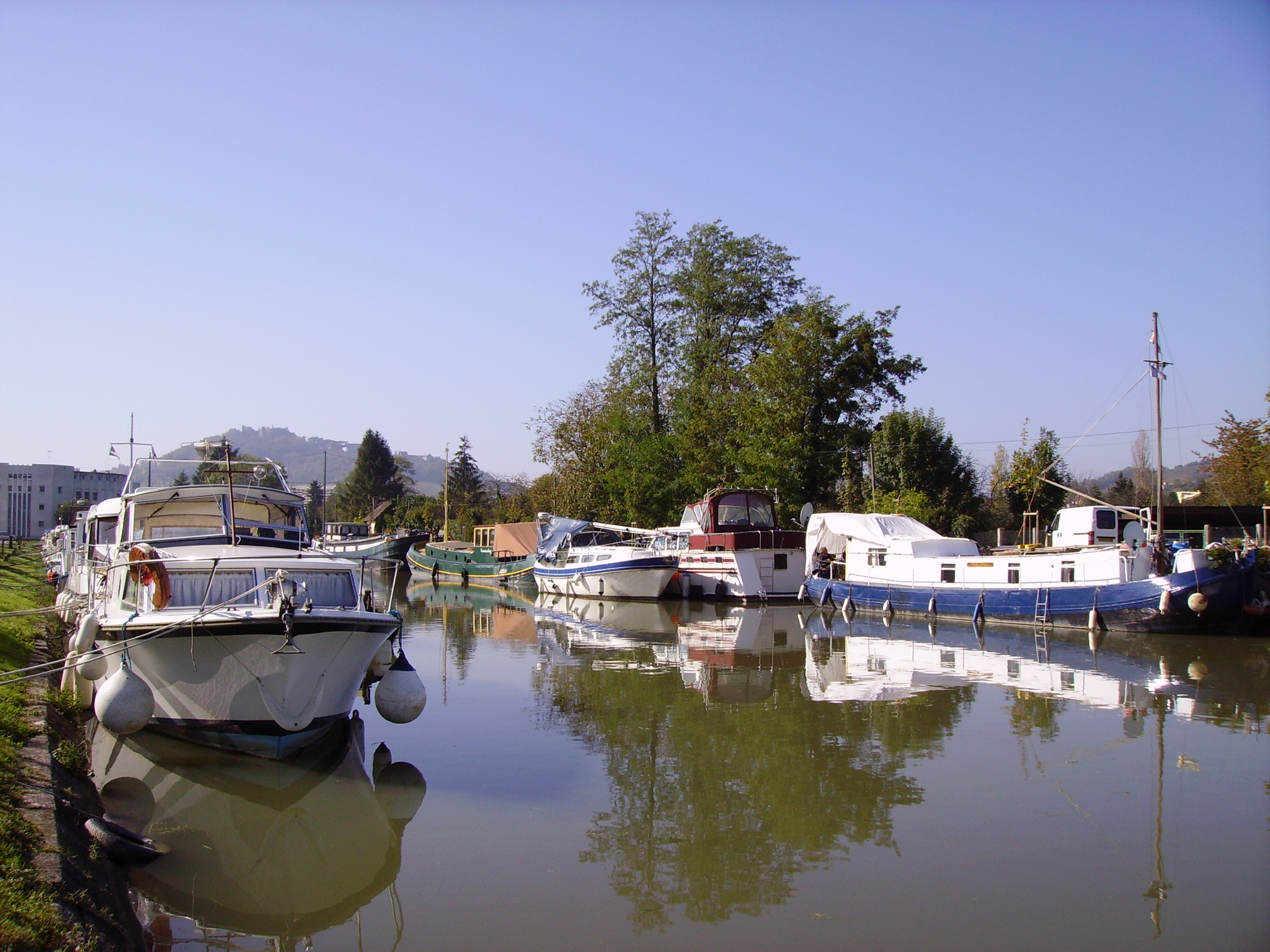
Marina im Ortsteil Saint-Thibault

- Die im 5. Jahrhundert als Kloster gegründete Abtei Saint-Satur
- Der 428 Meter lange gemauerte, bogenförmige ehemalige Eisenbahnviadukt aus dem Jahr 1893[1]

## Persönlichkeiten
- Camille Bedin (1893–1979), Politiker und Widerstandskämpfer
- Michel Gast (1930–2022), Filmproduzent, Regisseur, Schauspieler, Synchronsprecher und Filmverleiher